# Niegolewo
Niegolewo [ɲɛɡɔˈlɛvɔ] (en alemán: Lindental) es un pueblo en el distrito administrativo de Gmina Opalenica, dentro del Distrito de Nowy Tomyśl, Voivodato de Gran Polonia, en el oeste de Polonia central. Se encuentra aproximadamente a 7 kilómetros al norte de Opalenica, a 23kilómetros al este de Nowy Tomyśl, y a 32 kilómetros al oeste de la capital regional Poznan.
El pueblo tiene una población de 350 habitantes.